# Obert (Nebraska)
Obert és una població dels Estats Units a l'estat de Nebraska. Segons el cens del 2000 tenia 49 habitants.

## Demografia
Segons el cens del 2000, Obert tenia 49 habitants, 17 habitatges, i 15 famílies. La densitat de població era de 270,3 habitants per km².
Dels 17 habitatges en un 35,3% hi vivien nens de menys de 18 anys, en un 94,1% hi vivien parelles casades, en un 0% dones solteres, i en un 5,9% no eren unitats familiars. En el 5,9% dels habitatges hi vivien persones soles el 5,9% de les quals corresponia a persones de 65 anys o més que vivien soles. El nombre mitjà de persones vivint en cada habitatge era de 2,88 i el nombre mitjà de persones que vivien en cada família era de 3.
Per edats la població es repartia de la següent manera: un 32,7% tenia menys de 18 anys, un 0% entre 18 i 24, un 28,6% entre 25 i 44, un 26,5% de 45 a 60 i un 12,2% 65 anys o més.
L'edat mediana era de 38 anys. Per cada 100 dones de 18 o més anys hi havia 106,3 homes.
La renda mediana per habitatge era de 33.125 $ i la renda mediana per família de 33.125 $. Els homes tenien una renda mediana de 24.750 $ mentre que les dones 12.188 $. La renda per capita de la població era de 29.645 $. Cap de les famílies estaven per davall del llindar de pobresa.

## Poblacions més properes
El següent diagrama mostra les poblacions més properes.